# Concepción (Tucumán)
Concepción is een plaats in het Argentijnse bestuurlijke gebied Chicligasta in de provincie Tucumán. De plaats telt 47.639 inwoners.
De stad is sinds 1963 de zetel van het rooms-katholieke bisdom Concepción.

## Galerij

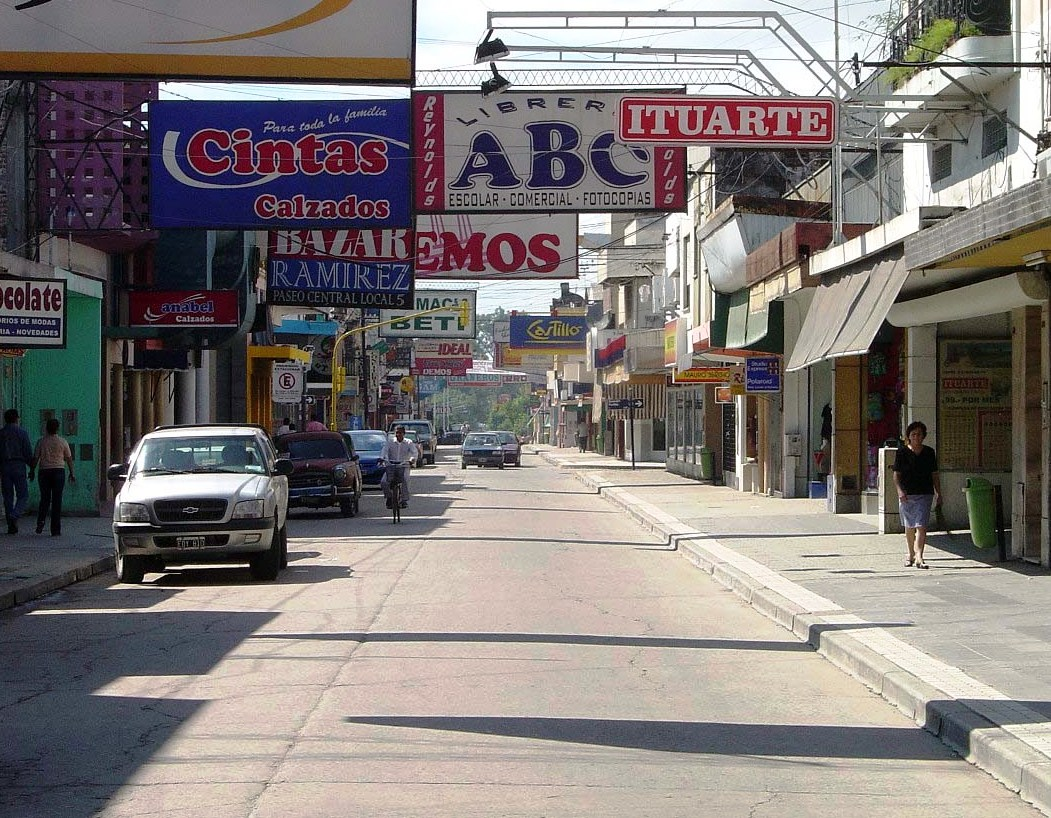
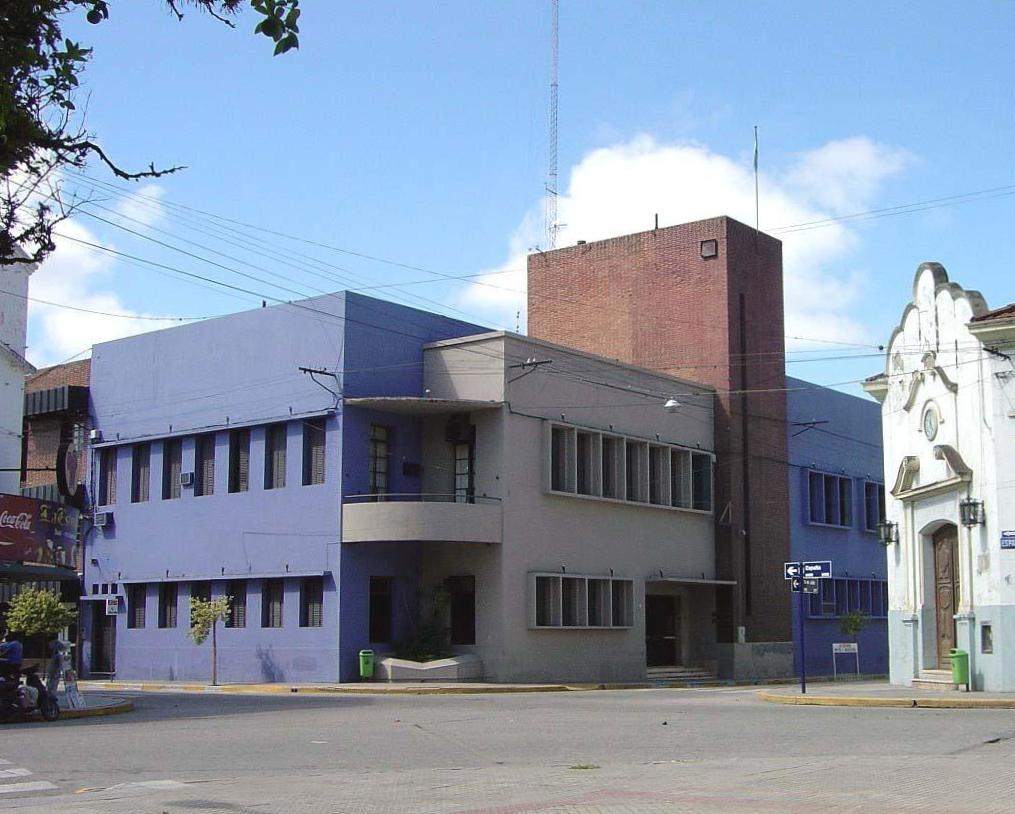
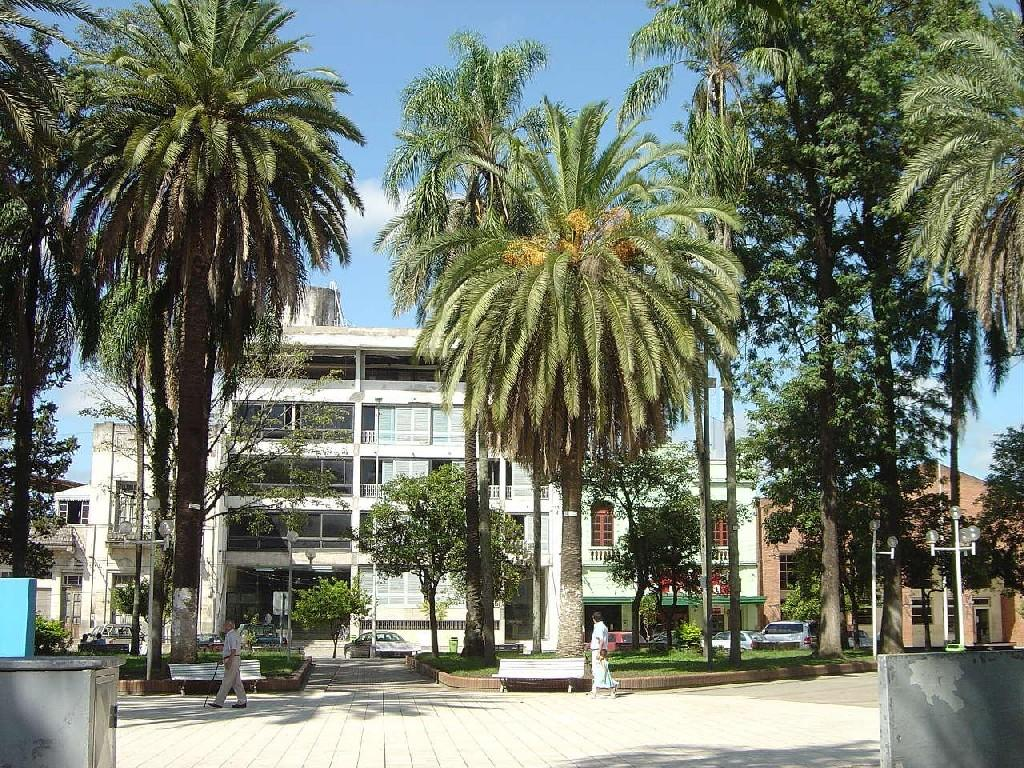
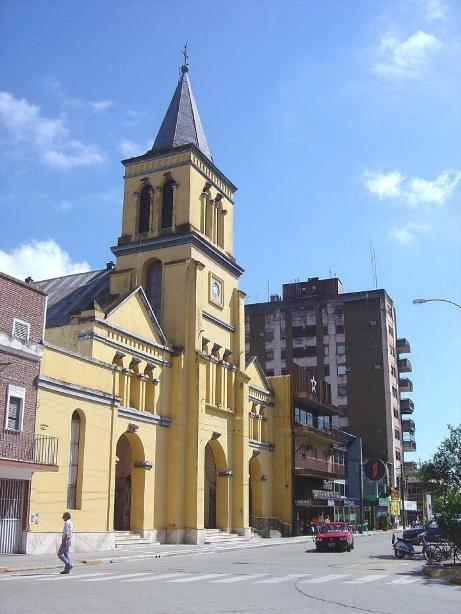